# Emerich Jenei
Emerich Jenei (* 22. März 1937 in Agrișu Mic, Kreis Arad, Rumänien), mit vollem Namen Emeric-Alexandru Jenei, ungarisch Jenei Imre, ist ein ehemaliger Fußballspieler, -trainer und -funktionär. Der der ungarischen Minderheit in Rumänien zugehörige Nationalspieler Jenei wurde auch jenseits seines Heimatlandes bekannt, als der von ihm trainierte Verein Steaua Bukarest 1986 sensationell als erste osteuropäische Mannschaft den Europapokal der Landesmeister gewann. Die Nationalmannschaft führte er zu Weltmeisterschaft 1990 und betreute sie bei der Europameisterschaft 2000. Nach einer Tätigkeit beim nationalen Fußballverband war er 2010 kurzfristig auch Präsident von Steaua Bukarest.

## Laufbahn

### Spieler
Der junge Jenei schloss sich 1947 dem lokalen Klub „7 Noiembrie“ Arad an. 1950 zog er weiter zum renommierteren Flamura Roșie Arad, dem heutigen FCM UTA Arad. Dort bestritt er im März 1955, nur wenige Wochen vor seinem 18. Geburtstag, sein erstes Spiel in der ersten Liga. 1957 wechselte er weiter zum damals noch CCA genannten Hauptstadtklub Steaua Bukarest, wo der defensive Mittelfeldspieler bis 1969 jeweils drei Meisterschaften und Pokalsiege feiern konnte.
Zwischen 1959 und 1964 kam er auch zu 12 Einsätzen bei der rumänischen Nationalmannschaft. Dabei hatte er auch zwei Auftritte mit der Nationalmannschaft bei den Olympischen Spielen 1964 in Tokyo, wo Rumänien im Viertelfinale gegen Ungarn ausschied. 1969 wurde dem mittlerweile 32-jährigen Jenei, der in 275 Erstligaspielen 9 Tore erzielte sowie 15 mal im Europapokal spielte, ein Wechsel ins Ausland gestattet.
Dies bedeutete für die Staatsamateure des seinerzeitigen Ostblocks eine willkommene Gelegenheit nicht nur etwas mehr von der Welt zu sehen, sondern auch relativ gute Einnahmen in harter Währung. Jenei ließ seine Spielerkarriere 1971 nach zwei Jahren beim türkischen Zweitligisten Kayserispor  ausklingen.

### Trainer
Schon bald kehrte er Rumänien zurück und fand mit Beginn der 1972/73 Saison Anstellung als Assistenztrainer bei seinem vormaligen Verein Steaua. Bereits ein Jahr darauf war er Cheftrainer und führte die Mannschaft zum fünften Platz. 1976 holte er mit dem Double von Pokal und Meisterschaft seine ersten Titel als Trainer. Eine zweite Meisterschaft folgte 1978, doch zum Ende jener Saison wurde er zum FC Bihor Oradea weiterbeordert. 1979 war der Verein Tabellenletzter und stieg ab, was wiederum zu einer zweijährigen Pause in Jeneis Karriere führte.
1981 leitete er für ein Jahr die Geschicke beim CS Târgoviște. Er führte den Aufsteiger zum 9. Platz, womit Jenei wieder als für höhere Aufgaben geeignet angesehen wurde. Erneut wurde ihm die Mannschaft von Steaua anvertraut. Nachdem es dort auch in seiner zweiten Saison nur zur Vizemeisterschaft reichte, wurde er abgelöst – aber bereits nach vier Monaten wieder zurückgeholt. Das erneute Vertrauen zahlte sich aus und Steaua wurde 1985 und 86 wieder Meister – und holte dabei 1985 auch noch den Pokal. Beeindruckender aber war, dass er 1985/86 die Mannschaft mit Erfolgen über Vejle BK, Honvéd Budapest, FC Kuusysi Lahti und Bayern-Bezwinger RSC Anderlecht ins Finale des Europapokals der Landesmeister führte, das im spanischen Sevilla abgehalten wurde.
Dort stand es im wohl schwächsten Finale in der Geschichte des Wettbewerbes nach 120 Minuten 0:0 gegen den von Terry Venables trainierten FC Barcelona, der mit dem deutschen Bernd Schuster im Mittelfeld antrat. Im fälligen Elfmeterschießen saß erst der fünfte Schuss, mit dem Marius Lăcătuș die 1:0-Führung der Rumänen besorgte. Den nächsten Schuss von Steaua verwandelte Gavril Balint und damit stand der erste Erfolg eines Ostblockteams in diesem Wettbewerb fest. Der große Held von Steaua in diesem Finale war aber Torwart Helmut Duckadam, der nicht nur einen Hundertprozenter, sondern auch alle vier Elfer der Katalanen parierte.

#### Nationalmannschaft: Europameisterschaften 1988 und 2000 – Weltmeisterschaft 1990
Daraufhin sollte Jenei helfen auch der Nationalmannschaft etwas mehr Glanz und Ruhm zuzuführen. Er wurde daher als Co-Trainer an die Seite von Mircea Lucescu beordert. Dieser wurde aber bereits im November abgelöst und im März 1987 leitete Jenei die Mannschaft erstmals alleinverantwortlich.
Bei der Qualifikation zur Europameisterschaft 1988 in Deutschland scheiterte er mit Rumänien nur knapp an Spanien – es fehlte am Ende nur ein Punkt. In den kommenden zwei Jahren hatte er aber mehr Glück bei der Qualifikation zur Fußball-Weltmeisterschaft 1990. Rumänien konnte sich hier gegen Dänemark, Griechenland und die Nachbarn aus Bulgarien durchsetzen. Die erste erfolgreiche WM-Qualifikation seit 22 Jahren.
Beim Turnier in Italien überstand Rumänien dabei die erste Runde mit einem Sieg gegen die UdSSR und einem Unentschieden gegen den Vizeweltmeister des Turniers, Argentinien. Die Mannschaft um den 25-jährigen Superstar Gheorghe Hagi wurde allerdings im in der Schlussphase des Spieles gegen die Kamerunische Fußballnationalmannschaft von Roger Milla förmlich erschossen und unterlag mit 1:2. Im Achtelfinale stand es gegen Irland nach 120 Minuten 0:0. Hier hatte Jenei aber weniger Glück im Elfmeterschießen und die Rumänen durften nach einer 4:5-Niederlage nach Hause fahren. Im September endete Jeneis Engagement bei der Nationalmannschaft.
Er kehrte Anfang 1991 zu Steaua zurück und blieb bis zum Ende des Kalenderjahres. Zwischen 1992 und 1993 wurde er von Ungarn als Nationaltrainer verpflichtet. Die Mission Qualifikation zur Weltmeisterschaft 1994 in den USA scheiterte aber alsbald, so dass Jenei schon 1993 wieder freigestellt wurde.
Die Saison 1993/94 sah Jenei erneut am Ruder von Steaua Bukarest und es gelang ihm sogleich, den vierten Meistertitel mit dem Verein als Trainer einzufahren. 1995/96 trainierte er den griechischen Erstligisten Panionios Athen. In der Saison darauf, wieder in Rumänien, saß er auf der Bank von Universitatea Craiova. Das Engagement überdauerte aber nur 10 Spiele. Zwischen 1998 und 2000 kehrte er noch ein letztes Mal zu Steaua zurück. Höhepunkt war diesmal der Gewinn des Pokals 1999.
2000 wurde er erneut als Trainer der Nationalmannschaft berufen, als der seinerzeitige Coach Victor Pițurcă infolge eines Skandals, der auch Spieler wie Gheorghe Popescu und Gheorghe Hagi implizierte, entlassen wurde. Bei der Fußball-Europameisterschaft 2000 die in Belgien und den Niederlanden stattfand, besiegten die Rumänen in der Gruppenphase die Engländer mit 3:2 und trennten sich mit 1:1 im Spiel gegen Deutschland. Zusammen mit Portugal drang seine Mannschaft damit in das Viertelfinale vor, wo allerdings eine 2:0-Niederlage gegen Italien das Aus bedeutete. Dies war auch das letzte Länderspiel von Hagi, der in diesem Spiel mit einer gelb-roten Karte bedacht wurde.

### Späte Jahre
Emerich Jenei hat sich seither ganz von der Trainerbank zurückgezogen. Zwischenzeitlich war er noch von Sommer 2004 bis zum 31. Mai 2005 Präsident des Zweitligisten FC Oradea sowie im Frühjahr 2006 Sportdirektor des FC Bihor Oradea und auch Funktionär beim nationalen Fußballverband. Er blieb ein begehrter Ansprechpartner für die Presse, die immer wieder gerne seine Meinung nachfragte. Im Juli 2010 nahm er auf Bitten seines ehemaligen Spielers Victor Pițurcă die Rolle des Präsidenten von Steaua Bukarest an. Pițurcă selber hatte das Amt des Trainers bei Steaua übernommen und zahlreiche Mitstreiter aus seiner aktiven Zeit in sein Konzept integriert. Nach dem Zerwürfnis des Trainers mit dem Gönner des Vereins, George Becali, am 6. August 2010, gab Jenei seinen Posten kurze Zeit später wieder auf und wurde durch Helmut Duckadam ersetzt.

## Erfolge

### Spieler
- Rumänischer Meister: 1959/60, 1960/61, 1967/68
- Rumänischer Pokalsieger: 1961/62, 1965/66, 1966/67
- Rumänische Fußballnationalmannschaft: (1959–1964) 12 Länderspiele

### Trainer
- Europapokalsieger der Landesmeister: 1985/86
- Rumänischer Meister: 1975/76, 1977/78, 1984/85, 1985/86, 1993/94
- Rumänischer Pokalsieger: 1975/76, 1984/85, 1998/99

- Rumänische Fußballnationalmannschaft:
  - Qualifikation zur Fußball-Weltmeisterschaft 1990